# 奥雅博
奥 雅博（おく まさひろ、1941年11月10日 - 2006年1月17日）は、日本の哲学研究者、大阪大学名誉教授。科学哲学、ルートヴィヒ・ウィトゲンシュタインが専門。
兵庫県生まれ。1965年東京大学教養学部卒。1969年同大学院人文科学研究科哲学博士課程中退、東京大学文学部助手、1970年新潟大学専任講師、1973年大阪大学文学部助教授、1989年教授、2005年定年退官、名誉教授。2006年、虚血性心疾患のため死去、64歳。

## 著書
- ウィトゲンシュタインの夢 言語・ゲーム・形式 勁草書房 1982.9
- 思索のアルバム 後期ウィトゲンシュタインをめぐって 勁草書房 1992.3
- ウィトゲンシュタインと奥雅博の三十五年 勁草書房 2001.5

## 翻訳
- 記号論理学の綱要 I.M.ボヘンスキー 国嶋一則共訳 第3版 勁草書房 1970
- ウィトゲンシュタイン全集 1 論理哲学論考ほか 大修館書店 1975
- ウィトゲンシュタイン全集 2 哲学的考察 大修館書店 1978.10
- 倫理と行為 ピーター・ウィンチ 松本洋之共訳 勁草書房 1987.10

## 参考
- Bookweb
- J-GLOBAL